# Юлейие (Тюрі)
Ю́лейие (ест. Ülejõe küla) — село в Естонії, у волості Тюрі повіту Ярвамаа.

## Населення
Чисельність населення на 31 грудня 2011 року становила 78 осіб.

## Географія
Через населений пункт проходить автошлях 15129 (Пайде — Роовере — Куйметса).

## Історія
До 22 жовтня 2017 року село входило до складу волості Вяетса.